# Szentbalázs
Szentbalázs es un pueblo ubicado en el distrito de Kaposvár, en el condado de Somogy, Hungría.

## Superficie
Posee una superficie de 12,14 kilómetros cuadrados.

## Demografía
Hasta 2019 la población era de 303 habitantes, con una densidad de población de 24,96 habitantes por kilómetro cuadrado.